# Roman Fischer (Historiker)
Roman Fischer (* 1954 in Würzburg) ist ein deutscher Archivar und Historiker.
Fischer besuchte ein humanistisches Gymnasium. Danach absolvierte er ein Studium der Geschichte, Germanistik und Soziologie an der Universität Würzburg und 1984 erfolgte bei Otto Meyer eine Promotion in mittelalterlicher Geschichte. Von 1984 bis 1987 folgte eine Ausbildung an der Archivschule München. Seit 1988 war er am Institut für Stadtgeschichte Frankfurt tätig. Er schrieb zahlreiche Beiträge für die Erstausgabe der Frankfurter Biographie (1994/96).

## Veröffentlichungen (Auswahl)
- Aschaffenburg im Mittelalter. Studien zur Geschichte der Stadt von den Anfängen bis zum Beginn der Neuzeit (= Veröffentlichungen des Geschichts- und Kunstvereins Aschaffenburg e.V. 32). Geschichts- und Kunstverein Aschaffenburg, Aschaffenburg 1989, ISBN 3-87965-041-1.
- Frankfurts Beitrag für das heutige Hessen. Hessische Landeszentrale für Politische Bildung, Wiesbaden 1990, ISBN 3-927127-04-3.
- Findbuch zum Bestand Frankensteinische Lehenurkunden 1251–1812. Mit einem Bildanhang (= Mitteilungen aus dem Frankfurter Stadtarchiv. 12). Kramer, Frankfurt am Main 1992, ISBN 3-7829-0433-8.
- Frankfurter Telemann-Dokumente. Olms, Hildesheim 1999, ISBN 3-487-11043-1.
- (Hrsg.): Von der Barfüßerkirche zur Paulskirche. Beiträge zur Frankfurter Stadt- und Kirchengeschichte (= Studien zur Frankfurter Geschichte. 44). Kramer, Frankfurt am Main 2000, ISBN 3-7829-0502-4.